# Blue Bird Tour 2021
Die 2. Blue Bird Tour 2021 ist eine Reihe von Skisprungwettkämpfen, die als zweite Ausgabe der Blue Bird Tour in Russland den Abschluss des Damen-Weltcups 2020/21 zwischen dem 20. und 28. März 2020 bildete. Neben zwei Wettbewerben auf der Normalschanze Tramplin Stork in Nischni Tagil sowie jeweils einem Wettbewerb auf der Normal- und der Großschanze der Schanzenanlage Sneschinka von Tschaikowski wurde 2021 zudem erstmals ein Teamspringen auf der Normalschanze in Tschaikowski ausgetragen.
Nachdem die 2. Blue Bird Tour 2020 am 12. März 2020 infolge des vorzeitigen Saisonabbruchs offiziell von der FIS abgesagt wurde, waren die Wettbewerbe 2021 die zweite Auflage der Blue Bird Tour. Zuvor sollte sie unter Ausschluss der Öffentlichkeit stattfinden, jedoch war bereits die geplante Zwischenstation in Perm inklusive eines Besuches im Permer Theater gestrichen worden.
Die Wettkämpfe in Nischni Tagil waren die ersten Skisprungwettkämpfe seit über einem Jahr, zu denen wieder Zuschauer zugelassen wurden. Das Organisationskomitee teilte mit, dass unter strengen Auflagen und auf Grundlage eines Hygienekonzepts eine 50%ige Auslastung mit Besuchern möglich sei. Bis zu 1000 Zuschauer können so pro Veranstaltung die Wettkämpfe verfolgen. Ein Teil des Hygienekonzepts sieht vor, dass es eine strikte Trennung zwischen den Bereichen für Athleten und Betreuern und den Bereichen für Zuschauern gibt.
Durch die Absage der Blue Bird Tour 2020 war Juliane Seyfarth, die Gesamtsiegerin der 1. Blue Bird Tour 2019, weiterhin Titelverteidigerin.

## Zeitplan

### Einzelspringen
| Datum         | Ort           | Schanze               | Anmerkung     | Siegerin      | Zweite         | Dritte         | Führende      |
| ------------- | ------------- | --------------------- | ------------- | ------------- | -------------- | -------------- | ------------- |
| 20. März 2021 | Nischni Tagil | Tramplin Stork, HS 97 |               | Marita Kramer | Sara Takanashi | Nika Križnar   | Marita Kramer |
| 21. März 2021 | Nischni Tagil | Tramplin Stork, HS 97 |               | Marita Kramer | Nika Križnar   | Sara Takanashi | Marita Kramer |
| 26. März 2021 | Tschaikowski  | Sneschinka, HS 102    |               | Marita Kramer | Sara Takanashi | Nika Križnar   | Marita Kramer |
| 28. März 2021 | Tschaikowski  | Sneschinka, HS 140    |               | Marita Kramer | Silje Opseth   | Nika Križnar   | Marita Kramer |
| Gesamtwertung | Gesamtwertung | Gesamtwertung         | Gesamtwertung | Marita Kramer | Sara Takanashi | Nika Križnar   |               |

### Teamspringen
| Datum         | Ort          | Schanze            | Anmerkung                                                                           | Sieger     | Zweite    | Dritte      |
| ------------- | ------------ | ------------------ | ----------------------------------------------------------------------------------- | ---------- | --------- | ----------- |
| 28. März 2021 | Tschaikowski | Sneschinka, HS 102 | Springen am 27. März wegen der Windverhältnisse abgebrochen; Am 28. März nachgeholt | Österreich | Slowenien | Deutschland |